# ソウルランド
ソウルランドは、大韓民国京畿道果川市のソウル大公園内にあるテーマパークである。入場して最初に見える「地球星」はソウルランドの象徴。マスコットキャラクターはアロンちゃん、ダロンちゃんである。

## 概要
ソウルランドは、ソウルオリンピック開催前の1988年5月にオープンした韓国を代表する世界的な遊園地である。5つのテーマを持つゾーンがありそこでは、春・夏・秋・冬の季節に合った華麗な花祭りと共に、様々なアトラクションや観客も楽しめるイベントがある。夏には、野外プール、冬はスキー場といった季節に合わせたゾーンもあり、夏季シーズンの夜間開園時には幻想的なレイザーショーと花火が夜空を飾る。また、アトラクションのひとつ「スカイエックス」は、映画「猟奇的な彼女」の撮影で使用された。

## 施設

### 世界の広場
- ゲームワールド
- キッズランド

### 冒険の国
- リモコンボート
- ティッキートック列車
- カイゾクのそうくつ
- キングバイキング
- バンパーボート
- 射撃場
- 急流乗り
- スカイアドベンチャー（チャレンジャー）
- スカイアドベンチャー（ビギナー）
- サドンアタック

### 幻の国
- IQゲームセンター
- 運七技三
- ミニ・バンパーカー
- ピーターパン
- パラシュート
- ぞうさん飛行機
- ドラゴンタンク
- 大型タコの踊り
- こまブランコ
- りすトントン
- しかそりコースター
- ウォーターワーク
- ハイローラー
- アクションゾーン
- スーパー・シネマ
- コンボイ・レース
- ドレミ楽団
- レインボー自転車
- ワールドカップ
- バンパーカー
- ビック・メリーゴーラウンド
- ブルーミーズの園

### 未来の国
- ミニ・バイキング
- エックス・フライヤー
- ブラックホール2000
- ツェッペリン
- ロック・カフェー
- 銀河鉄道888
- 月の国列車
- 踊る魔法の家
- カエル・ホッパー
- スカイ・エックス
- ショット・エックス・ドロップ
- 4D冒険シアター
- スーパー・テレコムバット
- 錯覚の家
- タイムマシーン5D　360

### 三千里の園
- 室外プール
- 雪そり場
- 花郎の矢場
- おばけのどうくつ
- トップ・スピン

## イベント
- キャラクターフェスティバル（3月中～6月初）
- ウォーターフェスティバル（6月末～8月末）
- ハロウィンフェスティバル（9月中～10月末）
- クリスマスパーティー（11月初～12月末）
- スノーパーティー（1月1日～3月初）

## 交通アクセス

### 鉄道
- 大公園駅（果川線・首都圏電鉄4号線）